# Пине, Отто
Отто Пине (нем. Otto Piene; 18 апреля 1928[…], Бад-Ласфе, Свободное государство Пруссия, Веймарская республика — 17 июля 2014[…], Берлин) — американский художник немецкого происхождения, специализировавшийся на кинетическом и технологическом искусстве; сооснователь группы художников-авангардистов ZERO; педагог.

## Биография
Родился 18 апреля 1928 года в городе Бад-Ласфе, вырос в городе Люббекке.
В возрасте 16 лет он был призван в армию Германии, принимал участие во Второй мировой войне как зенитчик, и, как ни странно, был очарован светящимися прожекторами и артиллерийским огнем в ночи. После войны, с 1949 по 1953 год, он изучал живопись и получил художественное образование в Академии изящных искусств в Мюнхене и в Академии художеств в Дюссельдорфе. С 1951 по 1964 год работал преподавателем в Институте моды (Fashion Institute) в Дюссельдорфе. Одновременно с 1952 по 1957 год изучал философию в Кельнском университете.
Отто Пине был приглашенным профессором в Университете Пенсильвании начиная с 1964 года. С 1968 по 1971 год он являлся сотрудником Center for Advanced Visual Studies (CAVS), основанного Дьёрдем Кепешем в Массачусетском технологическом институте (MIT). CAVS позволял художникам работать, используя сложные методы и научное партнерство. В 1972 году Пине был назначен профессором экологического искусства (Environmental Art) в Массачусетском технологическом институте. В 1974 году он сменил Кепеша на посту директора CAVS и занимал эту должность до 1 сентября 1993 года. Отто Пине оставался тесно связанным с CAVS и MIT до конца своей жизни, проживая в собственных домах в Гротоне, штат Массачусетс, так и в Дюссельдорфе, Германия.
Пине сотрудничал со многими художниками, учеными и инженерами, включая Юджина Эджертона (пионера стробоскопии) и астрофизика Уолтера Левина из Массачусетского технологического института. Многие из инсталляций Пине требовали сотрудничества с учёными из-за их большого физического масштаба и амбициозной программы. Например, в его инсталляции «Centerbeam» 1977 года участвовали 22 художника и группа ученых и инженеров, некоторые из которых работали на международном уровне.

## Творчество

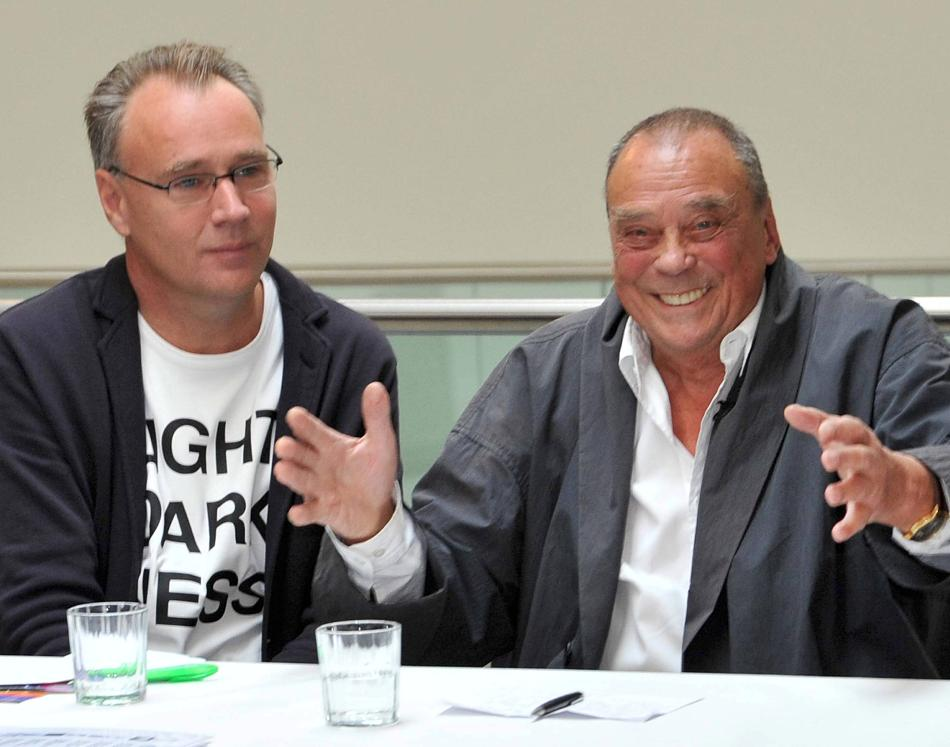
Маттиас Виссер и Гюнтер Иккер

В 1957 году Отто Пине и Хайнц Мак основали художественную группу ZERO, состоящую из художников, которые хотели переопределить искусство после Второй мировой войны. В 1961 году к их группе присоединился Гюнтер Иккер. В 1960-х годах они были известны во всем мире, особенно в Японии, Америке, а также по всей Европе. Членами этой группы были Пьеро Мандзони, Ив Кляйн, Жан Тенгели и Лучо Фонтана. Пине и Мак выпускали с 1957 по 1967 год журнал ZERO. В 2008 году Пине, Мак, Иккер и Виссер создали международный фонд ZERO foundation, который хранит архивы от трех художников, базирующихся в Дюссельдорфе, а также документы и фотографии других, связанных с ними художников.
В 1957 году Пине разработал Grid Picture, тип трафаретной живописи, выполненной из полутоновых экранов с регулярно расположенными точками отдельных цветов, примером является произведение «Pure Energy» (1958). «Lichtballette» (1959) была развитием сеточных картин. Эта серия работ была вдохновлена работами «Light Space Modulator» (1930) Ласло Мохой-Надя и «Ballet Mécanique» (1924) Фернана Леже. В 1959 году сочетание этих решеток с источниками огня (свечи, газовые горелки) создавало дымовые следы и огненные картины. Так были созданы его произведения стиля Rauchbilder, образцом которого стала работа Пине «Silver Fire» (1973). Также художник экспериментировал с мультимедийными комбинациями. В 1963 году вместе с Гюнтером Иккером и Хайнцем Маком он стал выразителем идей Neuen Idealismus. Отто Пине стал также известен тем, что исследовал новые способы использования телевизионного вещания. В 1968 году вместе с Альдо Тамбеллини он выпустил программу «Black Gate Cologne», которая считается одной из первых телевизионных программ, созданных экспериментальными визуальными художниками.
1967 год ознаменовал начало участия Отто Пине в проекте Sky Art — термин, который он придумал в 1969 году для использования ландшафта и самих городов в качестве центра своей работы. Для закрытия летних Олимпийских игр 1972 года в Мюнхене он создал небесную работу «Olympic Rainbow». В период с 1981 по 1986 год художник организовал четыре конференции, посвящённые Sky Art, в США и Европе. Он экспериментировал также в 1970-х годах в области промышленного дизайна. Работая директором CAVS в Массачусетском технологическом институте, Пине участвовал в разработке кинетических скульптур. В 1999 году в галерее Ludwig Schloss Galerie в Оберхаузене Пине дебютировал со своей монументальной работой под названием «Das Geleucht» — памятник в виде шахтерской лампы высотой 30 метров был построен в 2007 году на терриконе Halde Rheinpreußen в Мёрсе и освещался ночью. В 2011 году художник выставил новые публичные работы в рамках фестиваля Festival of Art, Science and Technology (FAST), который проводился в честь 150-летия Массачусетского технологического института.

Некоторые работы
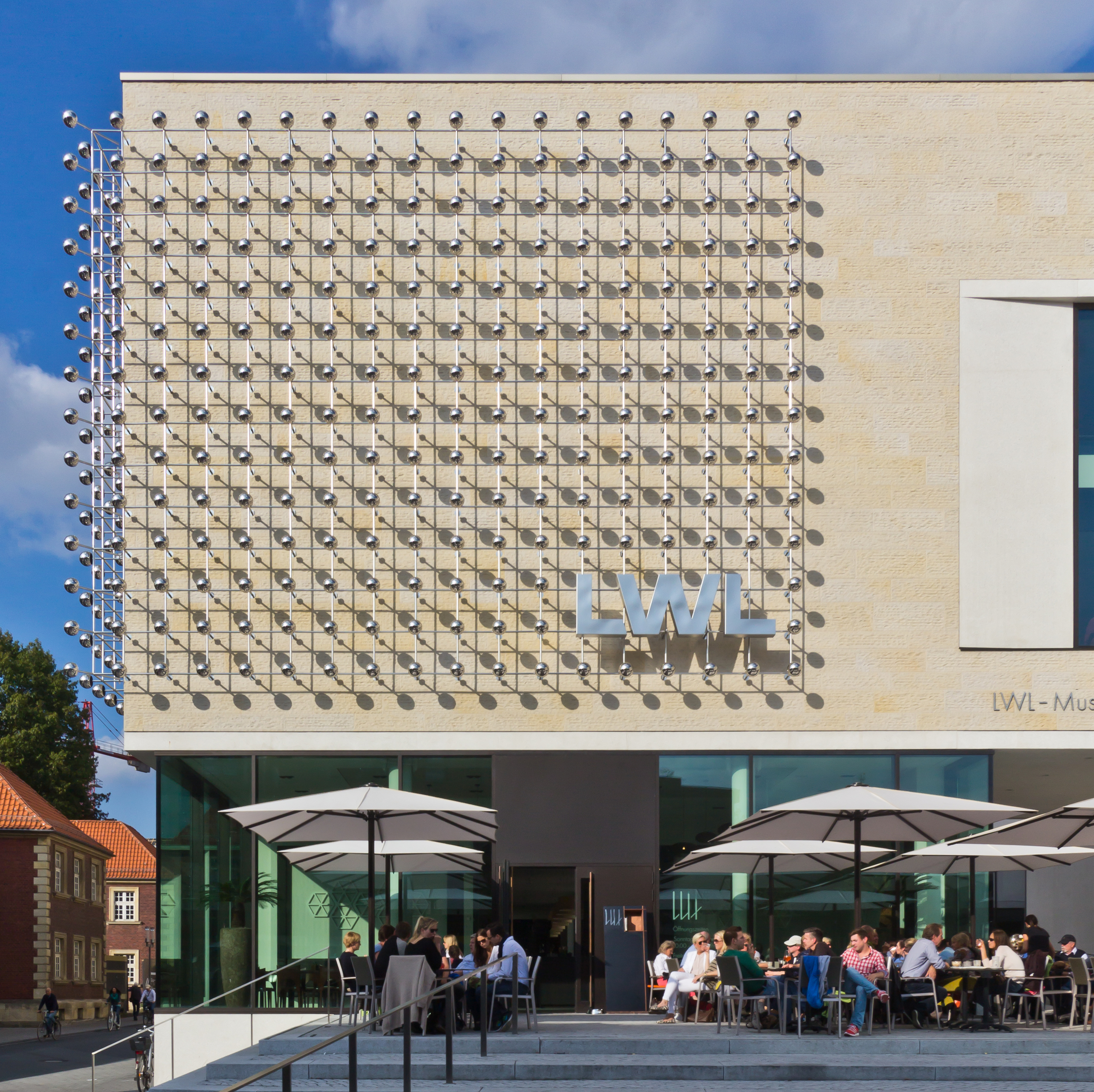
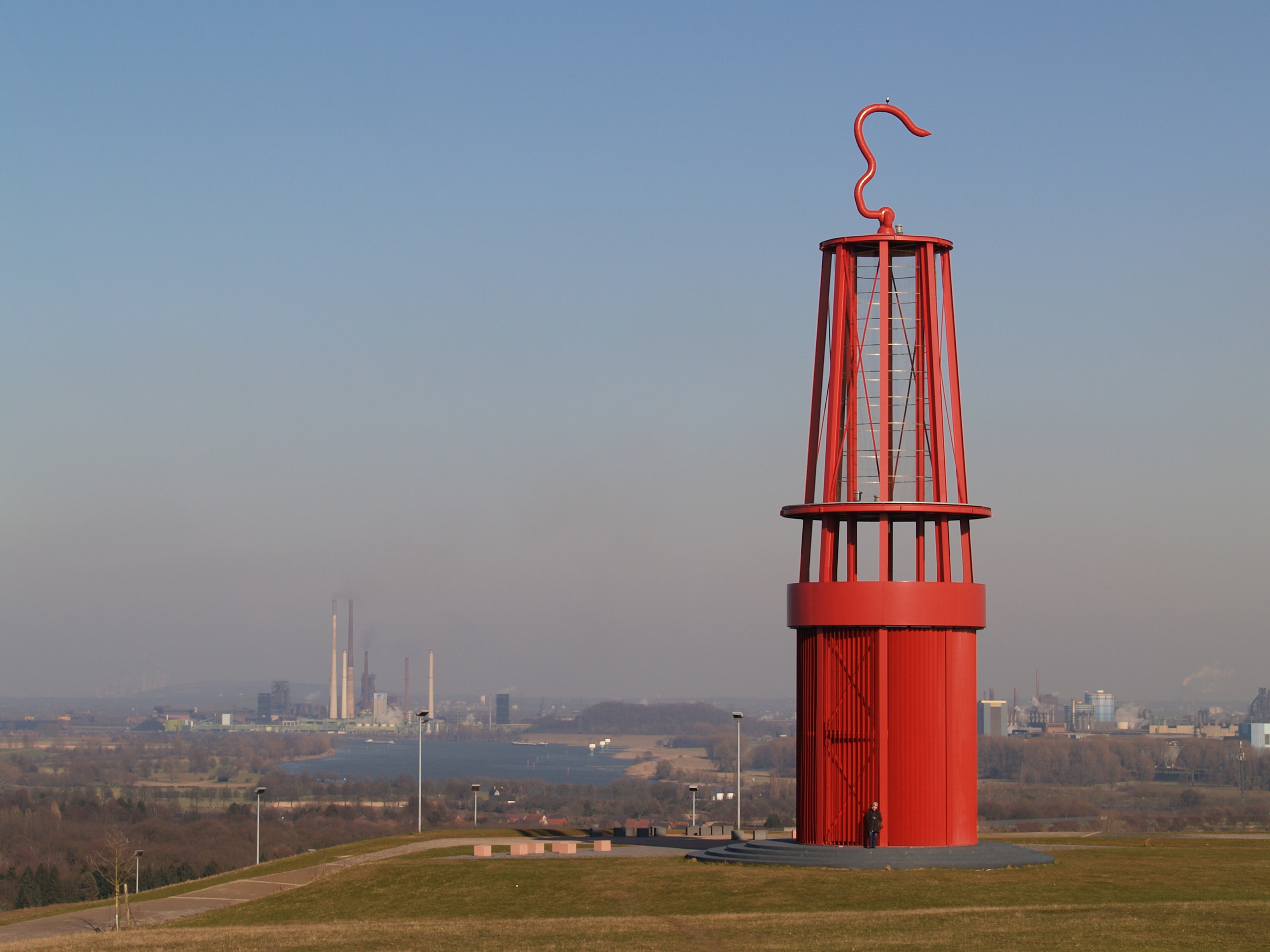
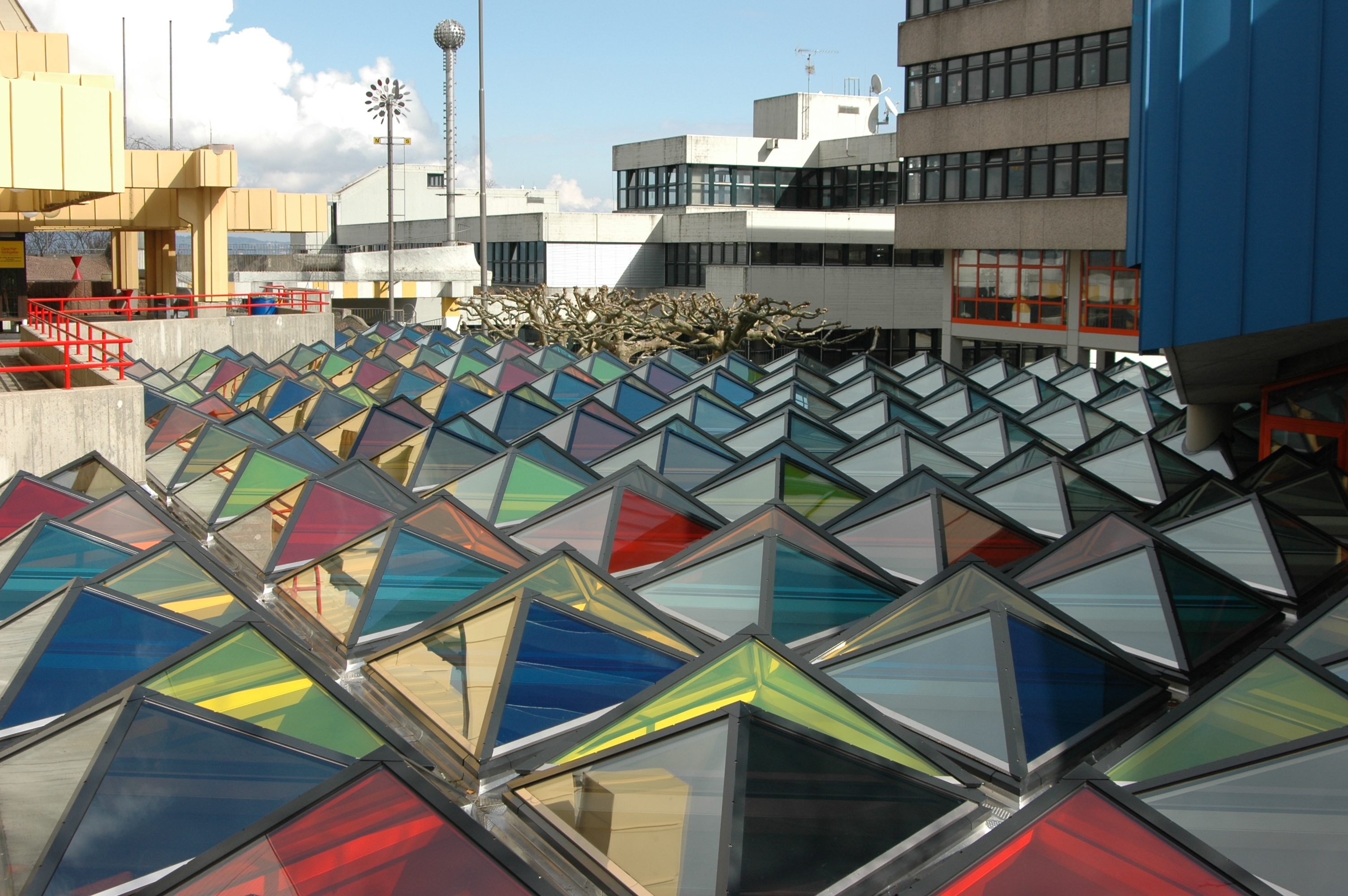
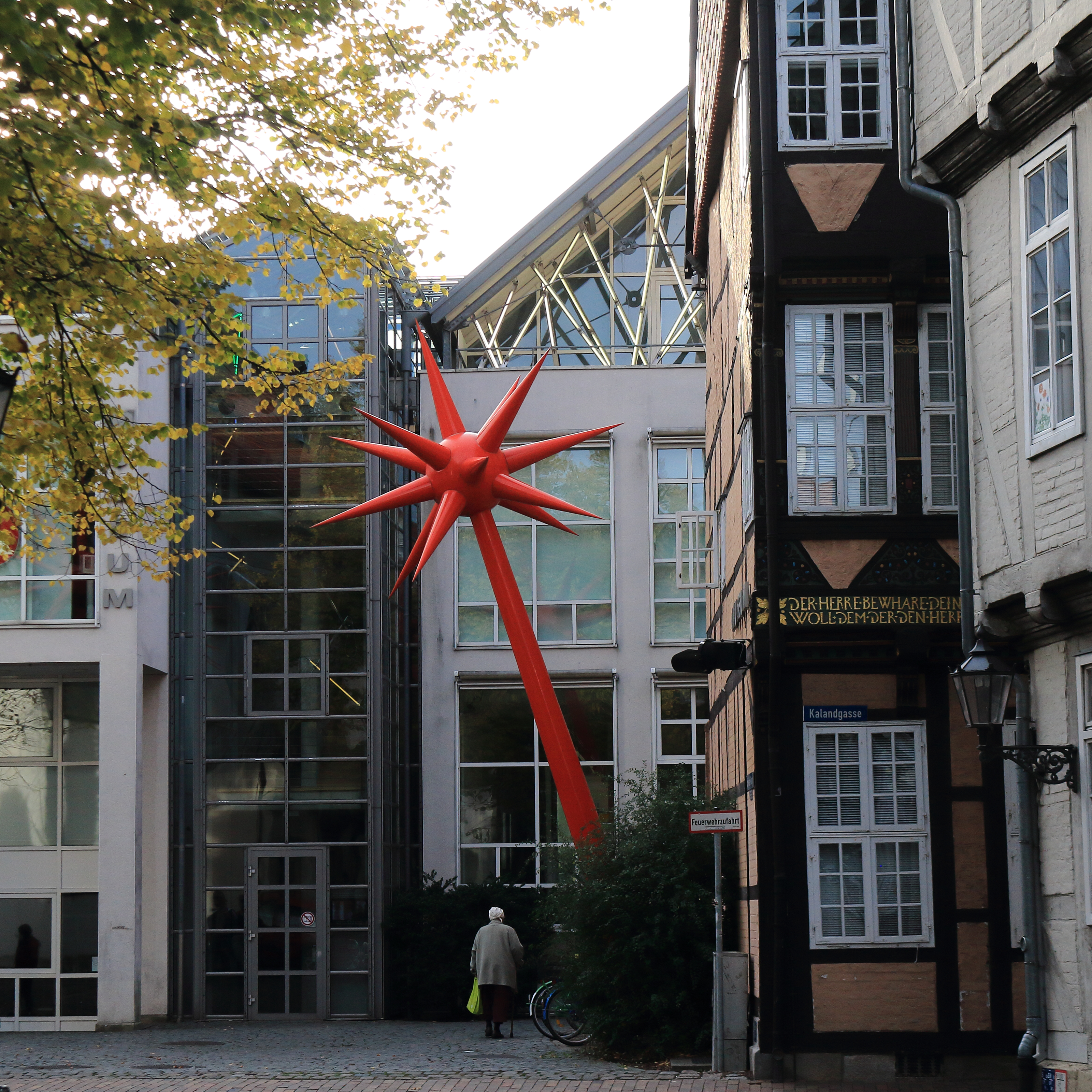

## Наследие
Отто Пине умер 17 июля 2014 года в Берлине от сердечного приступа, находясь в такси на пути к подготовке к открытию своего мероприятия Sky Art в Новой национальной галерее. У него остались жена Элизабет Голдринг (Elizabeth Goldring Архивная копия от 17 августа 2019 на Wayback Machine, поэтесса и художник, которая сотрудничала с ним), а также четверо детей, падчерица и внуки.
Первая персональная выставка Отто Пине прошла в дюссельдорфской галерее Galerie Schmela в 1959 году. Затем его прижизненные выставки проходили во многих городах США и Европы. Ретроспективные экспозиции проходят и после его смерти: в 2014 году в Музее Гуггенхайма в Нью-Йорке была проведена выставка с обзором работ Zero Group, в которую вошли многие работы Пине. В 2019 году крупнейшая персональная выставка «Fire and Light: Otto Piene in Groton, 1983—2014» прошла в Художественном музее Фитчберга рядом с бывшим домом художника в Гротоне, штат Массачусетс.
Работы Пине находятся в более чем в двухстах музейных коллекциях по всему миру, в их числе Музей современного искусства в Нью-Йорке, Центр искусств Уокера в Миннеаполисе, Национальный музей современного искусства в Токио, Городской музей в Амстердаме, Центр Жоржа Помпиду в Париже, Гарвардский художественный музей.
Отто Пине был удостоен многих наград, среди которых орден за заслуги перед Северным Рейном-Вестфалией (1987), орден «За заслуги перед Федеративной Республикой Германия» 1-й степени (1989), почётный доктор изящных искусств Университета Мэриленда (1994), Приз Американской академии искусств и литературы (1996), Всемирная премия искусств Леонардо да Винчи (2003), Первая немецкая премия в области светового искусства (2014).
В его честь в 2016 году был назван астероид (359103) Ottopiene.